# Spezifische Drehzahl
Die spezifische Drehzahl (Formelzeichen {\displaystyle n_{\rm {q}}} oder {\displaystyle n_{\rm {s}}}) einer Strömungsmaschine (Turbine, Kreiselpumpe, Laufrad) ist diejenige gedachte Drehzahl, bei der eine geometrisch ähnliche Maschine mit einer hydraulischen Fallhöhe oder Förderhöhe von 1 m bei einem Volumenstrom von 1 m³/s ihren besten Wirkungsgrad hat. 

## Definition
Die spezifische Drehzahl errechnet sich gemäß:
{\displaystyle n_{\rm {q}}=n\cdot {\sqrt {\frac {{\frac {Q}{Q}}_{\rm {q}}}{\sqrt {\left({\frac {H}{H}}_{\rm {q}}\right)^{3}}}}}}
mit
{\displaystyle n_{\rm {q}}}=spezifische Drehzahl in 1/min
{\displaystyle n}=Drehzahl in 1/min
{\displaystyle Q}=Volumenstrom in m³/s
{\displaystyle Q{\rm {q}}}=Referenzvolumenstrom: 1 m³/s
{\displaystyle H}=Fallhöhe bzw. Förderhöhe in m
{\displaystyle H{\rm {q}}}=Referenzfall- bzw. -förderhöhe: 1 m.
Zur Berechnung verwendet man dimensionslose bzw. normierte Werte im Zähler und im Nenner.
Die ursprüngliche, nicht dimensionsechte Form der Definition in Form einer Zahlenwertgleichung mit alten Einheiten, die zur Zeit ihrer Entstehung galten, wurde von Rudolf Camerer im Jahr 1902 aufgestellt:
{\displaystyle n_{\rm {q}}=n\cdot {\sqrt {\frac {Q}{\sqrt {H^{3}}}}}}

## Anwendung
Die spezifische Drehzahl dient zur Auslegung von Turbinen und Pumpen. Für verschiedene Arten von Laufrädern sind verschiedene spezifische Drehzahlen typisch:
- für Turbinen steigen sie von der Pelton- über die Francis- zur Kaplan-Turbine hin an,
- für Pumpen steigen sie über die Verdränger-, Seitenkanal- sowie die Radial- und Axialpumpe an.

## Sonstiges
Es gibt auch eine anders definierte spezifische Drehzahl bei Elektromotoren.